# Raymond Elena
Raymond Elena (Tlemcen, Argelia francesa; 4 de agosto de 1931 – Jujurieux, Francia; 4 de enero de 2024) fue un ciclista de Francia nacido en Argelia especialista en ciclismo en pista que participó en cuatro ocasiones en el Tour de Francia.

## Equipos
| Periodo   | Equipo                            |
| --------- | --------------------------------- |
| 1953      | Fachleitner-Alessandro            |
| 1953      | France Sport-Dunlop               |
| 1954-1955 | Terrot-Hutchinson                 |
| 1955-1956 | Gitane-Hutchinson                 |
| 1956      | La Perle-Coupry-Hutchinson        |
| 1956      | Liberia-Hutchinson-D'Alessandro   |
| 1957      | Coupry-La Perle-Hutchinson        |
| 1958      | Stella                            |
| 1958-1959 | Margnat-Coupry                    |
| 1960      | Coupry-Bell-Wolber                |
| 1961      | Saint-Raphaël-R. Geminiani-Dunlop |
| 1962-1964 | Margnat-Paloma                    |

## Logros

### Títulos
- Gran Premio de Saint-Raphaël (2): 1952, 1957
- Tour des Bouches-du-Rhône (1): 1953
- Campeón Militar de Ciclismo de Francia (1): 1953
- Tour de Haute-Savoie (1): 1954
- Tour de Vaucluse (1): 1954
- Circuit Drôme-Ardèche (1): 1954
- Gran Premio de Cuir (1): 1955
- Grand Prix du comptoir des tissus (1): 1956

### Victorias de Etapa
- Primera y segunda etapa del Tour de Picardie en 1960.
- Cuarta etapa del Tour de l'Aude de 1961.
- Tercera etapa del Cuatro Días de Dunkerque de 1962.
- Segunda etapa del Tour de Haute-Loire de 1963.
- Primera etapa del Tour des Alpes de Provence de 1964.
- Segunda etapa del Boucles pertuisiennes de 1964.

### Otros reconocimientos
- Segundo lugar del Tour de Luxemburgo de 1957.
- Tercer lugar del Gran Premio de Mónaco de 1956.
- Tercer lugar del Tour de Corrèze de 1964.

## Apariciones en los Grandes Eventos
- Tour de Francia: 4 apariciones

- 1954 - abandonó en la cuarta etapa
- 1956 - abandonó en la etapa 22
- 1957 - abandonó en la segunda etapa
- 1962 - eliminado en la etapa 14